# مصاص الدماء 2009 (مسرحية)
مسرحية مصاص الدماء، أو مسرحية مصاص الدماء 2009 كما يشار إليها هي مسرحية رعب جديدة لرائد مسرحيات الرعب في الشرق الأوسط الفنان عبد العزيز المسلم ،مصاص الدماء مسرحية نادرة ومميزة ولها رؤية جديدة وخاصة لعام 2009 وذلك بمناسبة مرور 26 عاما على تأسيسه لمسرح الرعب، ويشابة اسمها المسرحية السابقة له والأولى من حيث الرعب وهي مصاص الدماء.

## مصاص الدماء
اسم المسرحية مكرر والنص كذلك فهو نص المسرحية القديمة «مصاص الدماء» ولكن تم اعداده بأسلوب جديد وأدخلت اليه اضافات وتعديلات كثيرة تطول جميع الممثلين بالإضافة إلى تغيير الأدوار وإضافة الرعب لانها مسرحية رعب قبل أن تكون كوميدية.
أما سبب إعادة تلك المسرحية فهي رغبة موئسس مسرح الرعب في العالم \النجم الكبير \ عبد العزيز عبد الله المسلم في أن يقدم المسرحية مرة أخرى بأسلوب مختلف ونظرة جديدة حيث وستكون هذه الرؤية هدية للجمهور بما أنها أول مسرحية رعب وهذه كانت رغبة فريق المسرحية أيضاً وهذا العرض سيكون رؤية جديدة ومتطورة في مسرح الرعب من حيث التقنيات والديكور والفكر الذي سيُطرح في هذا العرض بالتحديد.وسيكون الرعب في هذه المسرحية مميز من حيث الديكور ووالمرئيات المفزعة.
و استعان عبد العزيز المسلم مع اقم المسرحية ببعض التقنيات والماسكات والاكسسورات والماكياج والملابس التي تم جلبها من العاصمة البريطانية لندن.
والجدير بالذكر سوف يتم عرض المسرحية صيف 2009 على مسرح التحرير في كيفان في دولة الكويت اعتبارا من شهر يوليو كما تمت عدة تعديلات على شكل العرض وسيبدأ الموسم المسرحي في الصيف النجم الكوميدي عبد العزيز المسلم معلنا عن صرعة جديدة في عالم المسرح يقدمها بالصيف ومن المتوقع جولة للمسرحية في الخليج لعدة دول.

## الكادر الفني
تأليف الراحل عبد الرحمن المسلم وعبد العزيز المسلم، سيخرجها المخرج علي العلي، كلمات أغاني المسرحية الشاعر الشيخ دعيج الخليفة الصباح، وستنتجها مجموعة السلام الاعلامية. 2009

## الطاقم التمثيلي
عبد العزيز المسلم، انتصار الشراح. ،جمال الردهان، هبه الدري، جمال الشطي، شوق، عادل المسلم، ، عبد المحسن العمر، عبد المحسن القفاص، حسين عبد الرزاق اشكناني.فيصل فريد

## أيام عروض المسرحية
سيتم عرض المسرحية بالكويت تاريخ 8/7/2009